# Röd parasitväxtstekel
Röd parasitväxtstekel (Orussus abietinus) är en stekelart som först beskrevs av Giovanni Antonio Scopoli 1763.  Röd parasitväxtstekel ingår i släktet Orussus, och familjen parasitväxtsteklar. Enligt den finländska rödlistan är arten nationellt utdöd i Finland. Enligt den svenska rödlistan är arten nära hotad i Sverige. Arten förekommer i Svealand. Arten har tidigare förekommit i Götaland och Övre Norrland men är numera lokalt utdöd. Artens livsmiljö är naturmoskogar.

## Bildgalleri

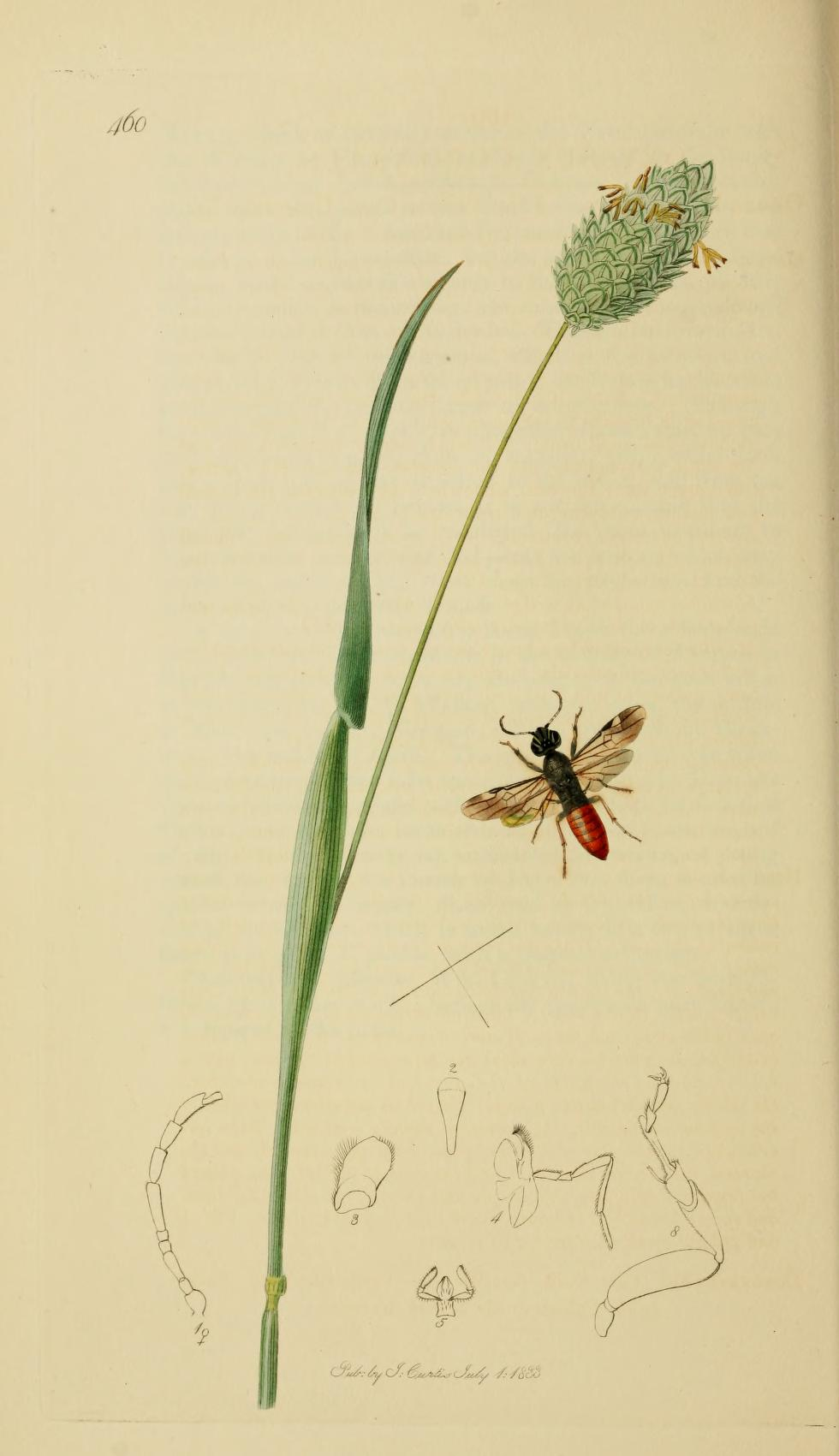